# 王道一 (經濟學家)
王道一，現任國立臺灣大學經濟學系教授。
臺北市立建國高級中學畢業，國立臺灣大學數學系學士，輔修外文系及經濟系，美國加州大學洛杉磯分校經濟學博士。研究領域為個體經濟學及實驗經濟學。

## 資料來源
- http://www.econ.ntu.edu.tw/ （页面存档备份，存于）

1. ↑  .   [2020-10-07]. （原始内容存档于2019-07-25）.